# 파크 앤드 라이드

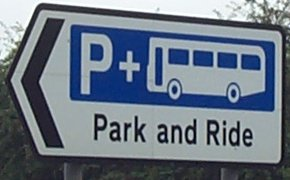
파크 앤드 라이드 표지판

파크 앤드 라이드(Park and ride)는 집에서 가장 가까운 역까지 자동차로 운전하여 주차하고, 철도 등의 대중교통을 이용하여 통근하는 방법이다. 통근자 및 도심으로 향하는 다른 사람들이 차에서 내려 나머지 기간 동안 버스, 철도 시스템(고속 수송, 경전철 또는 통근 열차) 또는 카풀로 환승할 수 있도록 하는 대중 교통 연결이 있는 주차장이다. 여행. 차량은 낮 동안 주차장에 방치되어 있으며 주인이 돌아오면 회수된다. 공원과 놀이기구는 일반적으로 대도시 교외나 대도시 외곽에 위치한다. 카풀 모임을 위한 주차만 제공하고 대중 교통과 연결되지 않는 파크 앤 라이드는 파크 앤 풀이라고도 한다.
파크 앤 라이드는 일부 국가에서는 도로 표지판에서 "P+R"로 약칭되며 마케팅에서는 종종 "Park & Ride"로 표기된다.

## 같이 보기
- 주차장